# Deutsch-lucianische Beziehungen
Die Deutsch-lucianischen Beziehungen sind das zwischenstaatliche Verhältnis zwischen Deutschland und St. Lucia. Diplomatischen Beziehungen wurden am 1. August 1980 aufgenommen und gestalten sich seither freundschaftlich und konfliktfrei. Die Kooperation beider Länder konzentriert sich vor allem auf einzelne Projekte in den Bereichen Entwicklung, Kultur und multilaterale Zusammenarbeit, insbesondere innerhalb der Vereinten Nationen. Zuständig für die diplomatischen Beziehungen mit dem Land ist die deutsche Botschaft in Port of Spain (Trinidad und Tobago). Zusätzlich ist ein deutscher Honorarkonsul auf St. Lucia tätig. Vonseiten St. Lucias ist die Botschaft des Karibikstaats in London mit der Pflege der Beziehungen zu Deutschland betraut.
Es gab nur wenige aufgezeichnete Kontakte zwischen Deutschland und St. Lucia während der Kolonialzeit. Während des Zweiten Weltkriegs versenkte das deutsche U-Boot U 156 den britischen Dampfer Norman Prince auf dem Weg von Liverpool über St. Lucia nach Barranquilla durch zwei Torpedos, wobei 16 Besatzungsmitglieder starben. Nach der Aufnahmen diplomatischer Beziehungen zur BRD im Jahre 1980 wurde 1987 ein Investitionsschutzabkommen geschlossen. St. Lucia und Deutschland sind außerdem in verschiedene regionale Handels- und Kooperationsabkommen eingebunden, etwa im Rahmen der Partnerschaft der Europäischen Union mit den AKP-Staaten sowie dem CARIFORUM.
2024 lagen die deutschen Warenexporte nach St. Lucia bei 5,5 Millionen Euro und die Importe aus dem Land bei lediglich knapp 100.000 Euro. In der Rangliste der deutschen Handelspartner nahm St. Lucia damit Rang 191 ein. Einige Reisende aus Deutschland besuchen zudem die Insel. Über die Zusammenarbeit mit der Karibischen Gemeinschaft kam St. Lucia deutsche Entwicklungshilfe im Bereich nachhaltige Entwicklung und Umweltschutz zugute.